# Christoph Metzelder
Christoph Metzelder (nascut el 5 de novembre de 1980 a Haltern, Rin del Nord-Westfàlia) és un exfutbolista alemany que jugava com a defensa.

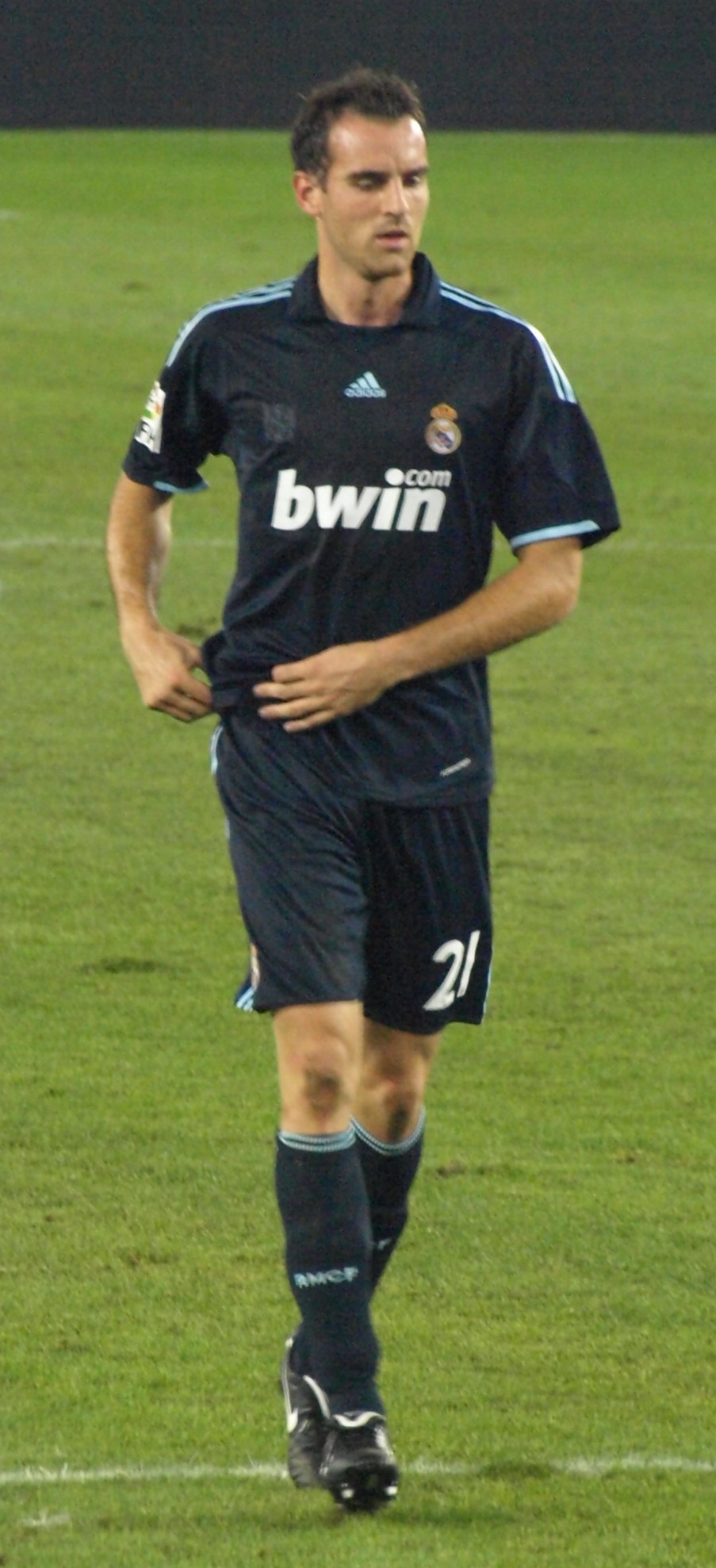
Christoph Metzelder jugant amb el Madrid

.

## Biografia
Metzelder jugà de jove en un equip de la seva ciutat natal, TuS Haltern.
La temporada 1995-96 va jugar al FC Schalke 04 i l'any següent ingressà a les files del SC Preussen Münster.
El 2000 fitxa pel Borussia Dortmund. Amb aquest equip va aconseguir guanyar una lliga alemanya el 2002. Aquest mateix any va arribar amb el seu equip a la final de la Copa de la UEFA, encara que no va poder guanyar el títol, ja que el Borussia va perdre contra el Feyenoord per tres gols a dos.
El 2003, Metzelder va sofrir una greu lesió al tendó d'Aquil·les, i va haver de passar per la sala d'operacions en dues ocasions. Va estar diversos mesos allunyat dels terrenys de joc.
El dia 5 de març de 2007 anuncia la seva marxa a final de temporada del Borussia Dortmund, amb qui acabava contracte el 30 de juny, pel que es disparen els rumors sobre el fitxatge de l'internacional alemany pel Reial Madrid. Finalment, el jugador fitxà pel Reial Madrid, incorporant-se a la plantilla blanca a partir de juliol de 2007. Pel fet que acabava contracte amb el Borussia Dortmund, el Reial Madrid no va haver de desemborsar cap import per a obtenir els serveis del jugador.
A l'equip blanc no ha aconseguit un lloc fix al centre de la defensa, al tenir per davant jugadors com Fabio Cannavaro, Sergio Ramos, Pepe, Raül Albiol o Ezequiel Garay. El 27 d'abril de 2010 el Schalke 04 va anunciar el seu fitxatge per a la temporada 2010-11, atès que Metzelder finalitza el seu contracte amb el conjunt madrileny el 30 de juny de 2010.

## Internacional
El seu debut com a internacional es va produir el 15 d'agost de 2001 al partit Alemanya 5 - 2 Hongria.

## Palmarès

### Nacionals
| Títol               | Club              | Any     |
| ------------------- | ----------------- | ------- |
| Lliga alemanya      | Borussia Dortmund | 2002    |
| Lliga espanyola     | Reial Madrid      | 2008    |
| Supercopa d'Espanya | Reial Madrid      | 2008    |
| Copa alemanya       | FC Schalke 04     | 2010-11 |
| Supercopa alemanya  | FC Schalke 04     | 2011    |

### Premis
- Trofeu Bravo (2002)